# 明尼苏达双城
明尼蘇達雙城（英語：Minnesota Twins），是美國職棒大聯盟裡面的一支球隊，主場位於明尼苏达州的明尼阿波利斯。在大聯盟的分區中屬於美國聯盟中區，在1961年－1981年的主場為大都會體育場，1982年－2009年的主場為胡伯特·哈姆佛里圓頂體育場，現在所使用的主場為2010年4月12日才啟用的標靶球場（英語：Target Field）。
球队的成立最初是在1894年作为密苏里州堪萨斯城的球队加入青年西部联盟，该球队在1900年搬到华盛顿哥伦比亚特区，同年所在联盟改名为美国联盟，當時隊名為華盛頓國民或華盛頓參議員（其中後者亦為德州遊騎兵在1972年以前的隊名）。
1960年，球隊遷移到明尼蘇達，而成為現今的明尼蘇達雙城。「雙城」（Twins）因當地的最大城市明尼阿波利斯-聖保羅都會區而命名。球隊歷史上共3次獲得世界大賽冠軍（1924年、1987年及1991年）。球隊的吉祥物為T.C.熊。

## 歷史

### 1924年-1933年
1924年雙城的前身-華盛頓參議員以92勝62敗的成績拿下美聯冠軍，並在世界大賽以4：3擊敗紐約巨人（今舊金山巨人）。這也是參議員在搬離華盛頓前的唯一一座冠軍。隔年他們又以96勝55敗的戰績連兩年拿下美聯冠軍，不過在世界大賽以3：4輸給匹茲堡海盜，無緣二連霸。1933年再次拿下美聯冠軍，這也是參議員隊在華盛頓時期的最後一次參加世界大賽，最終以1：4輸給他們在1924年的對手紐約巨人。

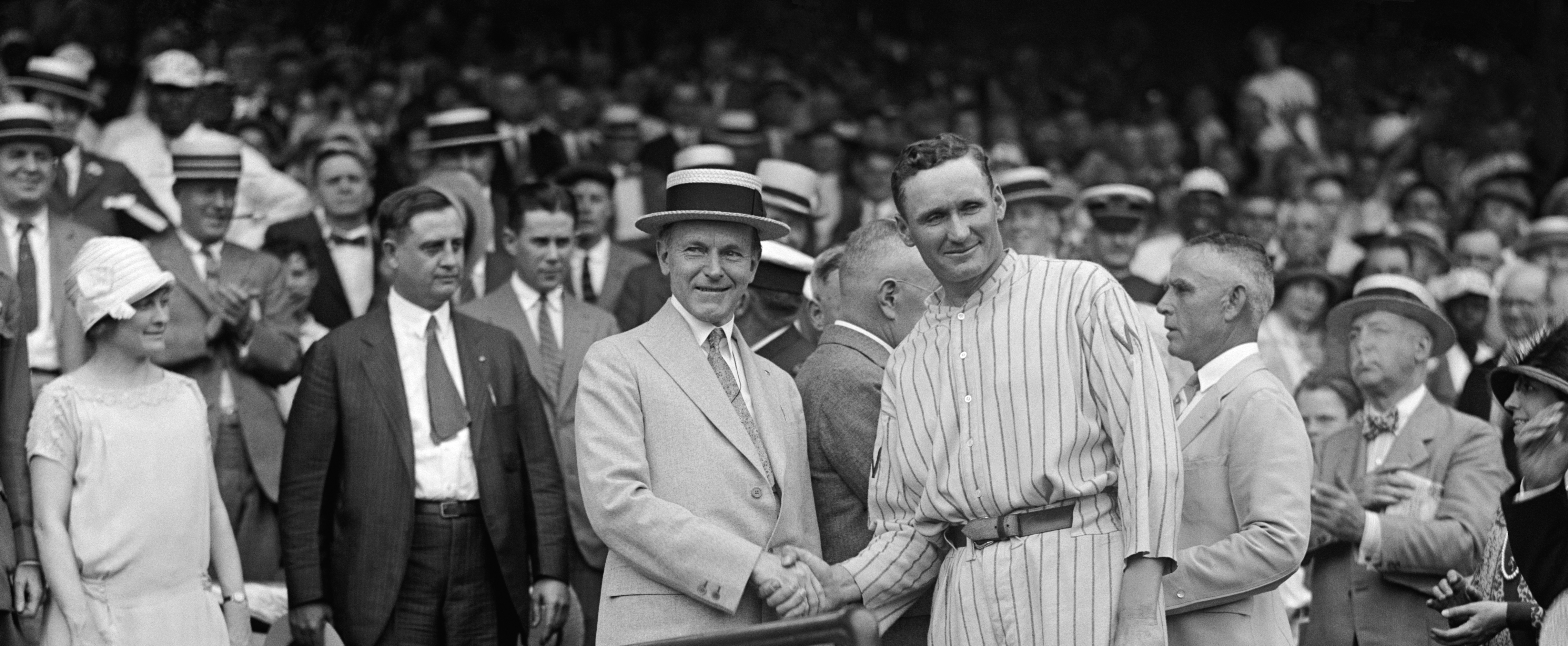
1924年美聯冠軍賽賽後，總統卡爾文·柯立芝(左)與華盛頓參議員的投手華特·強森（右）握手致意。

### 1961年：搬家
1960年大聯盟允許明尼蘇達擴編球隊，於是參議員隊在1961年搬遷到明尼蘇達的Bloomington，並把當時的隊名從「參議員」改成現今的「雙城」。1982年又搬遷到明尼蘇達的最大城明尼亞波利斯，隊名不變。這段期間他們比賽的球場是大都會球場（英語：Metropolitan Stadium）。

### 1965年：搬到明尼蘇達後的第一次世界大賽
1965年雙城在例行賽拿到102勝，是美聯最多的。團隊打擊表現並不出色，主要是靠投手整季的好表現。Mudcat Grant拿下了21場勝投，負擔了270.1局。Jim Kaat也有18場勝投。牛棚則有Al Worthington，他為球隊守下21場比賽，還以後援投手的身分為球隊貢獻10勝。
世界大賽的對手是洛杉磯道奇，這次參賽是球隊自搬到明尼蘇達以來的第一次。第一場在自家主場進行，Mudcat Grant的好投使道奇打者一籌莫展，終場以8比2大勝。第二場則是年輕的Jim Kaat對上Sandy Koufax，結果雙城又以5比1贏球。但第三場前往客場，卻反遭對方Claude Osteen的壓制，雙城被0比4完封敗北。
第四場和第五場又分別以2比7、0比7的大比分輸球。第六場又回到Metropolitan Stadium ，靠著Mudcat Grant的壓制將戰線延長到第七場。Jim Kaat對上曾技壓過的Koufax，結果前者四局上被Lou Johnson打出兩分砲，成為整場比賽的關鍵。最後雙城在第七場遭到完封輸球，讓道奇贏了系列賽，無緣在搬家後的第一次世界大賽就拿到冠軍。

### 1987年：來到明尼蘇達後的首冠
1987年雙城在例行賽只有85勝77敗，但卻還是能進入季後賽。隊上的關鍵人物有安打王二連霸的外野手Kirby Puckett（此季敲出207支安打）、貢獻34轟的一壘手Kent Hrbek、擊出32轟的右外野手Tom Brunansky與擊出31轟的三壘手Gary Gaetti。
投手方面老將Bert Blyleven貢獻15勝，二號先發Frank Viola也投出17勝。儘管戰績是季後賽參加球隊中最差，卻還是在美聯冠軍賽打敗老虎，進入睽違22年的世界大賽，Gaetti是美聯冠軍賽的最有價值球員。
這次世界大賽的對手是已拿過9次冠軍的聖路易紅雀。第一和第二場雙城在新主場室內巨蛋球場Hubert H. Humphrey Metrodome迎戰。首戰雙城先以10：1擊敗紅雀，第二場則是以8：4取得二連勝。但轉到紅雀主場後卻遭逢三連敗被聽牌。幸好回到主場背水一戰拿下二連勝，最後一場的比分是4：2，雙城在主場奪得他們搬遷到明尼蘇達後的第一座世界大賽冠軍。

### 1991年：五年內第二次冠軍
1991年雙城要補強先發投手，從自由球員市場上找來前底特律老虎的王牌投手-老將傑克·莫里斯，儘管摩里斯去年表現不好。摩里斯加入雙城時擔任開幕戰先發投手，加上之前在老虎，這是他生涯第12次。賽季中摩里斯表現大反彈，為球隊貢獻18勝，另外兩名投手凱文·塔帕尼和史考特·艾瑞克森分別投出16勝和20勝。牛棚投手瑞克·阿奎萊拉則有42場救援成功的紀錄。
明星外野手克爾比·帕基特繼1987年再次扮演幫助球隊打進季後賽的關鍵角色，3成19的打擊率領先全隊。另外兩位打擊出色的還有捕手布萊恩·哈波和右外野手尚恩·梅克，他們兩個分別擁有.311、.310的打擊率。隊上的全壘打王則是指定打擊、綽號「辣椒」的齊利·戴維斯，這位來自牙買加的球員去年在加州天使不過12發全壘打，到雙城整季卻擊出29發。
靠著強投豪打的陣容，雙城以95勝67負結束例行賽，拿下分區冠軍。在美聯冠軍賽遭遇的是來自加拿大的多倫多藍鳥。第一場以5比4一分險勝，第二場2比5敗北、第三場又以3比2險勝。第四場和第五場在藍鳥主場都贏球，繼1987年五年內球隊第二次挺進世界大賽。克爾比·帕基特在系列賽以4成29的打擊率、兩發全壘打和六分打點穫選最有價值球員。
在世界大賽的對手是奪冠大熱門亞特蘭大勇士。第一場和第二場在自家主場靠著傑克·摩里斯和凱文·塔帕尼的好投帶領下分別以5比2、3比2先拿下兩勝。第三、第四和第五場移至亞特蘭大遭逢三連敗，反被對方聽牌。其中第三場是救援投手瑞克·阿奎萊拉的砸鍋而輸球，第五場更以5比14慘敗。
第六場回到主場Hubert H. Humphrey Metrodome，克爾比·帕基特開局就先打出帶有打點的三壘安打。11局下半雙方3比3平手時，克爾比·帕基特從勇士查利·萊布蘭手中打出再見全壘打延長戰線。雙方來到第七戰，傑克·摩里斯獨自完投十局無失分，十局下半傑納·拉金擊出再見安打，幫助雙城拿下隊史第三座世界大賽冠軍，也是搬遷到明尼蘇達以來的第二座。賽後MVP頒給投手傑克·摩里斯，他於第一、四、七場先發，拿到2勝，防禦率只有1.17，尤其第7場的表現更是關鍵。

### 1996年：柯比·普克特引退
柯比·普克特（Kirby Puckett）被認為是雙城隊史上最偉大的球員。從1986-1995連續十年入選明星賽、六座外野金手套獎（1986-1989、1991、1992）及銀棒獎（1986-1989、1992、1994），及四座安打王（1987-1989、1992）和一次打擊王（1989）。他曾在1987年及1991年兩次幫助雙城拿下世界大賽冠軍。不過在1995年球季後，普克特卻因罹患青光眼導致右眼全盲，經過三次手術後仍無法治癒，這也讓他決定在1996年以36歲的年紀宣布引退，背號34號也被退休。總計他生涯12年都待在雙城，擊出2304支安打、207轟、1085分打點及134次盜壘，生涯打擊率高達.318。2001年時普克特也以82.14%的得票率入選名人堂。

### 2000年－2009年

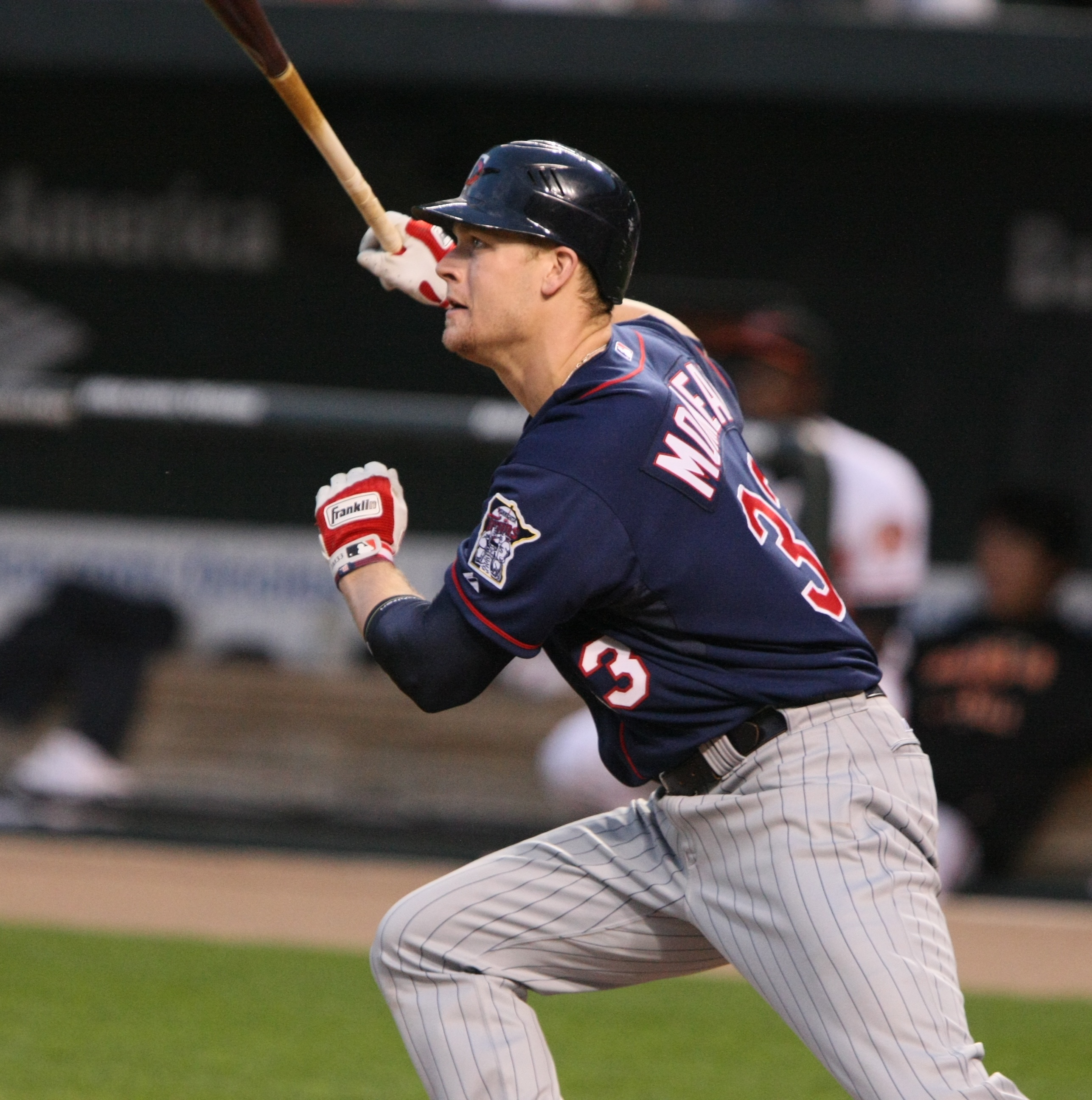
2006年獲得美國聯盟MVP的賈斯汀·摩爾諾。

2000年開始，雙城成為美聯中區的1支強隊，到2010年為止，球隊共獲得了6次分區冠軍（2002年、2003年、2004年、2006年、2009年及2010年），其中包括2002年－2004年分區三連霸冠軍。2002年雙城拿下94勝67敗，進入21世紀後首度封王。美國聯盟分區賽的對手為當年上演「魔球傳奇」的奧克蘭運動家，雙城至第5場才順利淘汰運動家，晉級美國聯盟冠軍賽，在這個系列賽雙城的對手為洛杉磯天使，雙城最後是以1勝4敗被淘汰，無緣世界大賽。
2003年拿下90勝72敗，在美聯中區二連霸，可是在分區系列賽以1：3遭到洋基淘汰。2004年球季前，球隊將自家的明星捕手A.J. Pierzynski交易到巨人，換來在往後非常倚重的救援投手喬·內森（Joe Nathan），這季以92勝70敗的戰績完成中區三連霸，但又複製去年的情形，再次於分區系列賽以1：3被洋基連兩年淘汰。該年的亮點是陣中的先發左投尤漢·山塔納投出20勝6敗、防禦率2.61、228局內送出265次奪三振創下隊史紀錄，這也讓他一舉囊括當年的賽揚獎、防禦率王及三振王。
2005年在同分區的芝加哥白襪崛起之下，雙城以83勝79敗的成績位居第三，也終止了他們連續三年進軍季後賽的紀錄。2006年，雙城至球季的最後一場比賽獲得勝利才確定以分區冠軍季後賽，而形成拉鋸的底特律老虎則以外卡晉級。在美國聯盟分區賽的對手為運動家，但以三連敗被淘汰，無緣晉級。球季結束後一壘手賈斯汀·摩爾諾（Justin Morneau）以34發全壘打、130分打點，3成21的打擊率拿到美聯年度最有價值球員還有一壘手銀棒獎。先發投手尤漢·山塔納（Johan Santana）以19勝6敗，2.77的防禦率，228局的投球投出265次三振，拿到生涯第二座賽揚獎及三振王，還有首座勝投王。
2007年的成績退化到79勝83敗，在分區僅排名第三。2008年球季又捲土重來，在球季開打前的2月，雙城把王牌投手尤漢·山塔納交易到紐約大都會，換回Deolis Guerra、Carlos Gomez、Philip Humber與Kevin Mulvey。在162場正規比賽結束後，雙城隊以88勝74敗和芝加哥白襪並列中區冠軍，必須加賽決定誰是中區冠軍。雙城作客到白襪主場進行比賽，最後被白襪以1：0淘汰。
2009年雙城在162場正規比賽結束，還是和底特律老虎以86勝76敗並列分區冠軍，因此必須再打一場決定分區冠軍，這也是雙城連續兩年都必須打加長比賽，不同的是今年是在主場出賽，比賽結果是在12局下半雙城靠著Alexi Casilla的再見安打幫助球隊贏得美聯中區冠軍，為美國聯盟的第三種子。在美國聯盟分區賽再次面對紐約洋基。外界一面倒的認為洋基將以3勝0敗淘汰雙城，因為季賽雙城和洋基的7場比賽全部落敗。分區賽雙城都是先取得領先，但都被洋基逆轉，最後也如外界所預測的，以0勝3敗在分區賽遭到淘汰。今年季賽加上季後賽，雙城和洋基的10場比賽，都是由雙城先取得分數上的領先，但最後都被洋基逆轉勝。明星捕手喬·莫爾（Joe Mauer）在2009年以3成65的打擊率、28支全壘打拿到美聯MVP，也是美聯歷史上首位捕手打擊王，他的全壘打數是雙城近20年來捕手中最多的。

### 2010年-2011年
2010年球季開始後雙城啟用新的主場Target Field，在啟用的第一年即以94勝68敗獲得美國聯盟中區冠軍，這是總教練Ron Gardenhire帶領球隊以後，9年裡第6次獲得分區冠軍。在分區賽裡面，雙城遇到的對手同樣為前一年的對手紐約洋基，不同的地方在於這次雙城有主場優勢，且是新球場使用後的第一個季後賽，對雙城來說想突破季後賽都被洋基淘汰的魔咒，但最後雙城還是被洋基3連勝而淘汰，這也是季後賽對洋基的9連敗，季後賽的12連敗，還差1敗就要追平波士頓紅襪所保持的13連敗紀錄。
2011年5月3日，隊上投手弗朗西斯科·利瑞安諾在客場面對芝加哥白襪時投出一場無安打比賽。這年雙城的戰績是糟糕的63勝99敗，在分區墊底，也終止了他們連續三年打進季後賽的紀錄。

### 2012年
2012開季前雙城與海盜隊的捕手Ryan Doumit簽下一年的短約，再與重砲外野手Josh Willingham 簽下三年2100萬美金的合約完成補強。這年投手戰力相當不足，先發投手中只有Scott Diamond投出12勝9敗、防禦率3.54的表現比較好外，其他防禦率都在四以上，且多沒投滿100局。731大限前雙城將弗朗西斯科·利瑞安諾（Francisco Casillas Liriano）交易到白襪隊，換回Eduardo Escobar與Pedro Hernandez。
這年球隊的表現還是不好，66勝96敗在美聯中區墊底，不過外野手Josh Willingham本季擊出35發全壘打，穫得外野手銀棒獎。捕手喬·莫爾的打擊率也保持在夠水準的.319。而年輕小將Ben Revere的表現最引人注目，有.294打擊率，並且跑出40次的盜壘，但是隔年他就被交易給費城人，換得了Vance Worley和Trevor May。

### 2013年
2013年的戰績和去年一樣，不過排名上升到了第四。此季雙城最大的問題就是打擊和先發投手都不如去年。首先是Josh Willingham ，該年只剩14發全壘打，打擊率更低到只剩.208。接著是賈斯汀·摩爾諾，他受到腦震盪的影響而一直無法打出昔日的身手，球團在季中便把他交易到匹茲堡海盜，這也宣告10年的「MM兄弟打線」瓦解。喬·莫爾在季末也因為腦震盪問題而無法再出賽，球團最後安排他在隔年轉往一壘發展，避免再受到更多傷害。
Glen Perkins是球隊在這年表現比較好的投手，他拿到2場後援勝，沒有敗績，有36次救援成功。

### 2014年
球季結束後球團也做一些改變和補強，因為喬·莫爾改守一壘，原本的Ryan Doumit又去了勇士，所以找來了前運動家的鈴木·清（Kurt Suzuki）來擔當捕手的位置。接著是大動作補強先發投手，先和自由球員市場的大魚Ricky Nolasco簽下4年4900萬美金的合約，這是隊史向自由球員簽過最大的合約。再以3年2400萬美金簽下前洋基的主力先發菲爾·休斯（Phil Hughes）。
本季他們的戰績雖然進步到70勝92敗，但還是於分區墊底，這也讓雙城決定在9月29日開除已經帶隊13年的總教練Ron Gardenhire，改由名人堂球員Paul Molitor接替。而菲爾·休斯來到雙城後的第一年投出16勝10敗、防禦率3.52，負擔了209.2局，並送出186次奪三振，堪稱他的生涯代表年。

### 2015年：重回五成勝率
2014年球季結束後的12月，雙城決定以一年的合約簽回曾在球隊效力11年的老將，綽號「Spider-Man」的托利·杭特（Torii Hunter）。緊接著又與先發投手厄文·桑塔那（Ervin Santana）簽下四年5500萬美金的大合約，隨即打破2013年末與Ricky Nolasco的隊史簽約紀錄，因為這筆數字對從小市場的雙城拿出來說無疑是相當的豐厚。然而在開季前，桑塔那就因為藥檢呈現陽性被聯盟施以80場禁賽，這讓雙城在簽下合約的第一年就先賠錢。
球季開打之後美聯中區在皇家一枝獨秀的表現下顯得戰況分明，不過雙城靠著球季後段穩定的表現，還是幫助他們在球季結束之後拿到83勝79負的戰績，在分區排名第二，也是繼2010年之後再次回到五成勝率。10月27日時托利·杭特決定退休，總計他生涯共為雙城效力12個年頭，擊出1343支安打、214支全壘打、128次盜壘及792分打點。而球季結束後，雙城也一直對韓國職棒的四連霸全壘打王朴炳鎬抱持高度興趣。11月10日，雙城以1285萬美金的入札金標到朴炳鎬的協商權。12月1日朴炳鎬終於與雙城簽下總值四年1200萬美金、第五年選擇權600萬美金合約。同樣在11月，雙城決定放棄培養過去寄予潛力的外野手Aaron Hicks，將他交易到洋基換回捕手John Ryan Murphy。

### 2016年：成為大聯盟爐主
雙城在這年並無緣將去年的戰績再次提升，反倒以59勝103敗的成績成為全大聯盟戰績最差的球隊。為了重建，雙城出清不少前幾年簽下的球員，像是在731之前將Ricky Nolasco連同Alex Meyer交易到天使，換取Hector Santiago與Alan Busenitz。
、把2014年季中與洋基交易來的愛德華多·努涅斯（Eduardo Nunez）交易到巨人，換回小聯盟百大新秀投手Adalberto Mejia。
Brian Dozier是2016年雙城表現最傑出的球員，他本季擊出了42支全壘打，創下美聯二壘手單季全壘打最多的紀錄。

### 2017年：意外的季後賽
在731大限前，雙城原本被認為已經放棄角逐季後賽，此時他們還積極扮演賣家的角色。不過到了球季後段情勢有所改變，雙城的戰績開始超越同分區的皇家。即使最後印地安人拿下分區冠軍，雙城依然在混亂的美聯外卡角逐戰中保持第二的席次，直到9月25日，靠著白襪打敗天使，才讓稍早在客場輸給印地安人的他們確定拿下在客場打外卡戰的資格。這年戰績為85勝77敗，雙城也成為史上第一支前一年敗場數破百，隔年卻晉級季後賽的球隊。在紅襪拿下美聯東區冠軍後，雙城才確定將於10月4日於客場與洋基進行外卡驟死戰，這也是繼2010年之後，雙方再次於季後賽碰頭。
在這之前，雙城已經在季後賽對洋基吞下9連敗，派出的先發投手厄文·桑塔那在這之前更是從沒在洋基球場贏過球。一局上Brian Dozier就從洋基投手路易斯·賽維里諾擊出首局首打席全壘打，接著再靠Eddie Rosario的兩分打點全壘打取得3：0的領先。然而到了一局下厄文·桑塔那很快的就被狄迪·葛雷格里斯擊出追平的三分砲回敬，雖然雙城在三局上又取得領先，但在下個半局又被馬上超前，最後靠著四局下亞倫·賈吉的全壘打定下洋基的勝基，終場雙城就以4：8輸球，雙城在季後賽吞下13連敗也追平了紅襪隊的紀錄。
雖然無緣挺進分區系列賽，但這年對雙城來說仍然算是個成功的球季。喬·莫爾也恢復了以往的身手，141場的出賽擊出160支安打、7轟、71分打點及.305的打擊率，是他繼2013年後最好的表現。Paul Molitor也因為在這年代領雙城重返季後賽，獲得美聯最佳總教練獎。

### 2018年
2017年12月，先與費南多·羅尼（Fernando Rodney）簽下一年合約，做為新球季的終結者。1月15日又和Addison Reed簽下兩年合約做為布局投手，並於2月時用小聯盟球員Jermaine Palacios為代價，向光芒換來前兩年都繳出10勝成績的先發投手Jake Odorizzi，再簽下自由市場上的Lance Lynn來補強輪值；2月底時再用一年短約簽下前一年擊出38轟的重砲Logan Morrison。
不過這一系列的補強並沒有幫助球隊的戰績突飛猛進，在印地安人遙遙領先的情形下，雙城也沒有過多的鋒芒可以展露頭角。於是球季中他們又開始當賣家，把開季前簽的那些短約球員出清，例如把蘭斯·林恩交易到洋基，換取Luis Rijo和Tyler Austin；把費南多·羅尼交易到運動家，換回Dakota Chalmers，把明星球員Brian Dozier交易到道奇，得到Logan Forsythe、Luke Raley與Devin Smeltzer。再將Eduardo Escobar交易到響尾蛇，換到Gabriel Maciel、Jhoan Duran與Ernie De La Trinidad等潛力新秀。

### 2019年: 後莫爾時期
這個球季戰績為78勝84敗，在分區排名第二。10月2日時雙城決定換掉合約還有兩年的總教練Paul Molitor，10月26日時雙城宣布聘請坦帕灣光芒隊現場協調員羅科·巴爾德里（Rocco Baldelli）擔任他們的新任總教練，年僅37歲的巴爾德里也成為了全聯盟最年輕的總教練，也是第一位在1981年後出生的大聯盟總教練。
2018年11月10日，莫爾宣布高掛球鞋，結束15年職業生涯，這位生涯都在雙城度過的一代名捕在最後一場比賽進行象徵性蹲捕畫下生涯句點。12月19日雙城宣布退休莫爾7號球衣。
2019年9月25日，雙城以5:1擊敗老虎，加上白襪以8:3擊敗印地安人，不只確定相隔一年晉級季後賽，球隊也繼2010年後再次於美國聯盟中區封王。他們在美聯分區賽與紐約洋基展開對決，不過最後雙城遭到洋基3比0橫掃，不只在季後賽面對洋基13連敗，還達成季後賽16連敗的北美職業運動史紀錄。

### 2020年: 連續兩年中區封王
雙城、太空人今天前8局戰平，9上滿壘情況下，被阿圖維獲保送擠回超前分，布蘭特利再揮出帶有兩分打點安打，太空人4比1拿下今年季後賽首勝，雙城則吞季後賽跨季17連敗。
太空人今天在美聯外卡系列賽以3：1擊敗雙城，以3勝0敗橫掃對手前進美聯分區系列賽，也讓雙城的季後賽悲情連敗紀錄推進到18場。

### 2023年: 睽違兩年中區封王
2023年9月22日，待在所有人羨慕的「美中不足」分區，唯一勝率超過5成的雙城以8：6擊敗天使後自力封王，相隔3年後再次重返季後賽。是隊史自1961年從前身華盛頓參議員移師明尼蘇達並改名後第15次挺進季後賽，但他們自2004年分區季後賽第二戰起就未曾在10月贏球，保有北美職業運動最慘的季後賽18連敗。
雙城在外卡系列戰首輪對決多倫多藍鳥，此戰雙城靠著2017年選秀狀元Royce Lewis雙響砲演出，與Pablo Lopez 5.2局失1分好投，終場就以3：1擊退藍鳥，終止季後賽18連敗，在美聯分區賽與衛冕軍休士頓太空人展開對決，不過最後雙城遭到太空人3比1淘汰。

## 棒球名人堂球員
| 華盛頓參議員 - 史丹·柯弗列斯基 - 喬·克羅寧 - 艾德·迪拉杭提 - 瑞克·費瑞爾 - 雷夫提·高梅茲 - 古斯·高斯林 - 克拉克·葛利菲斯 (Clark Griffith) - 巴基·哈里斯 (Bucky Harris) - 懷堤·赫佐格 (Whitey Herzog) - 華特·強森 - 海尼·曼納許 - 山姆·萊斯 - 艾爾·西蒙斯 - 喬治·希斯勒 - 特里斯·史畢克 - 厄里·溫恩 |  | 明尼蘇達雙城 - 伯特·布萊勒文 - 羅德·卡魯 - 史提夫·卡爾頓 - 吉姆·卡特 - 哈蒙·基勒布魯 - 保羅·莫里特 - 傑克·莫里斯 - 湯尼·奧利瓦 - 大衛·歐提茲 - 克爾比·帕基特 - 吉姆·湯米 - 戴夫·溫菲爾德 |

## 退休背號
- 3 哈蒙·基勒布魯
- 6 湯尼·奧利瓦
- 7 喬·莫爾
- 10 湯姆·凱利（Tom Kelly）
- 14 肯特·赫貝克（Kent Hrbek）
- 28 伯特·布萊勒文
- 29 羅德·卡魯
- 34 克爾比·帕基特
- 36 吉姆·卡特
- 42 傑基·羅賓森（大聯盟所有球隊皆將此背號退役）

## 附屬小聯盟球隊
- AAA：聖保羅聖人 (St. Paul Saints), 國際聯盟 (International League)
- AA：威奇托風暴潮  (Wichita Wind Surge), 德州聯盟 (Texas League)
- 高級1A：洋杉激流麥子 (Cedar Rapids Kernels), 中西聯盟 (Midwest League)
- 1A：麥爾茲堡壯蚌 (Fort Myers Mighty Mussels), 佛州聯盟 (	Florida State League)
- 新秀：FCL雙城  (FCL Twins), 佛羅里達進階聯盟 (Florida Complex League)
- 新秀：DSL雙城 (DSL Twins), 多明尼加夏季聯盟 (Dominican Summer League)